# Übersicht der Listen der Naturdenkmale im Landkreis Kaiserslautern
Die Übersicht der Listen der Naturdenkmale im Landkreis Kaiserslautern nennt die Listen und die Anzahl der Naturdenkmale in den Städten und Gemeinden im rheinland-pfälzischen Landkreis Kaiserslautern. Die Listen enthalten 122 im Landschaftsinformationssystem der Naturschutzverwaltung Rheinland-Pfalz verzeichnete Naturdenkmale.

## Verbandsgemeinde Bruchmühlbach-Miesau
In den 5 verbandsangehörigen Gemeinden der Verbandsgemeinde Bruchmühlbach-Miesau sind insgesamt 8 Naturdenkmale verzeichnet.
| Ort                  | Naturdenkmalliste                               | Gesamtanzahl Naturdenkmale |
| -------------------- | ----------------------------------------------- | -------------------------- |
| Bruchmühlbach-Miesau | Liste der Naturdenkmale in Bruchmühlbach-Miesau | 4                          |
| Gerhardsbrunn        | Liste der Naturdenkmale in Gerhardsbrunn        | 1                          |
| Langwieden           | Liste der Naturdenkmale in Langwieden           | 2                          |
| Martinshöhe          | Liste der Naturdenkmale in Martinshöhe          | 1                          |

In Lambsborn sind keine Naturdenkmale verzeichnet.

## Verbandsgemeinde Enkenbach-Alsenborn
In den 8 verbandsangehörigen Gemeinden der Verbandsgemeinde Enkenbach-Alsenborn sind insgesamt 50 Naturdenkmale verzeichnet.
| Ort                 | Naturdenkmalliste                                         | Gesamtanzahl Naturdenkmale |
| ------------------- | --------------------------------------------------------- | -------------------------- |
| Enkenbach-Alsenborn | Liste der Naturdenkmale in Enkenbach-Alsenborn            | 17                         |
| Fischbach           | Liste der Naturdenkmale in Fischbach (bei Kaiserslautern) | 4                          |
| Frankenstein        | Liste der Naturdenkmale in Frankenstein (Pfalz)           | 11                         |
| Hochspeyer          | Liste der Naturdenkmale in Hochspeyer                     | 2                          |
| Mehlingen           | Liste der Naturdenkmale in Mehlingen                      | 3                          |
| Waldleiningen       | Liste der Naturdenkmale in Waldleiningen                  | 13                         |

In Neuhemsbach und Sembach sind keine Naturdenkmale verzeichnet.

## Verbandsgemeinde Landstuhl
In den 12 verbandsangehörigen Gemeinden der Verbandsgemeinde Landstuhl sind insgesamt 21 Naturdenkmale verzeichnet.
| Ort          | Naturdenkmalliste                       | Gesamtanzahl Naturdenkmale |
| ------------ | --------------------------------------- | -------------------------- |
| Hauptstuhl   | Liste der Naturdenkmale in Hauptstuhl   | 1                          |
| Kindsbach    | Liste der Naturdenkmale in Kindsbach    | 3                          |
| Landstuhl    | Liste der Naturdenkmale in Landstuhl    | 6                          |
| Queidersbach | Liste der Naturdenkmale in Queidersbach | 1                          |
| Stelzenberg  | Liste der Naturdenkmale in Stelzenberg  | 2                          |
| Trippstadt   | Liste der Naturdenkmale in Trippstadt   | 8                          |

In Bann, Krickenbach, Linden, Mittelbrunn, Oberarnbach und Schopp sind keine Naturdenkmale verzeichnet.

## Verbandsgemeinde Otterbach-Otterberg
In den 12 verbandsangehörigen Gemeinden der Verbandsgemeinde Otterbach-Otterberg sind insgesamt 19 Naturdenkmale verzeichnet.
| Ort             | Naturdenkmalliste                                    | Gesamtanzahl Naturdenkmale |
| --------------- | ---------------------------------------------------- | -------------------------- |
| Heiligenmoschel | Liste der Naturdenkmale in Heiligenmoschel           | 1                          |
| Mehlbach        | Liste der Naturdenkmale in Mehlbach                  | 3                          |
| Niederkirchen   | Liste der Naturdenkmale in Niederkirchen (Westpfalz) | 2                          |
| Olsbrücken      | Liste der Naturdenkmale in Olsbrücken                | 5                          |
| Otterbach       | Liste der Naturdenkmale in Otterbach (Westpfalz)     | 3                          |
| Otterberg       | Liste der Naturdenkmale in Otterberg                 | 4                          |
| Schallodenbach  | Liste der Naturdenkmale in Schallodenbach            | 1                          |

In Frankelbach, Hirschhorn/Pfalz, Katzweiler, Schneckenhausen und Sulzbachtal sind keine Naturdenkmale verzeichnet.

## Verbandsgemeinde Ramstein-Miesenbach
In den 5 verbandsangehörigen Gemeinden der Verbandsgemeinde Ramstein-Miesenbach sind insgesamt 16 Naturdenkmale verzeichnet.
| Ort                  | Naturdenkmalliste                               | Gesamtanzahl Naturdenkmale |
| -------------------- | ----------------------------------------------- | -------------------------- |
| Hütschenhausen       | Liste der Naturdenkmale in Hütschenhausen       | 6                          |
| Kottweiler-Schwanden | Liste der Naturdenkmale in Kottweiler-Schwanden | 3                          |
| Niedermohr           | Liste der Naturdenkmale in Niedermohr           | 3                          |
| Steinwenden          | Liste der Naturdenkmale in Steinwenden          | 4                          |

In Ramstein-Miesenbach sind keine Naturdenkmale verzeichnet.

## Verbandsgemeinde Weilerbach
In den 8 verbandsangehörigen Gemeinden der Verbandsgemeinde Weilerbach sind insgesamt 8 Naturdenkmale verzeichnet.
| Ort          | Naturdenkmalliste                                | Gesamtanzahl Naturdenkmale |
| ------------ | ------------------------------------------------ | -------------------------- |
| Erzenhausen  | Liste der Naturdenkmale in Erzenhausen           | 1                          |
| Eulenbis     | Liste der Naturdenkmale in Eulenbis              | 1                          |
| Rodenbach    | Liste der Naturdenkmale in Rodenbach (Westpfalz) | 4                          |
| Schwedelbach | Liste der Naturdenkmale in Schwedelbach          | 2                          |

In Kollweiler, Mackenbach, Reichenbach-Steegen und Weilerbach sind keine Naturdenkmale verzeichnet.